# Cantone di Quinsaloma
Il cantone di Quinsaloma è un cantone dell'Ecuador che si trova nella provincia di Los Ríos.
Il capoluogo del cantone è Quinsaloma.
Il cantone di Quinsaloma fu creato il 20 novembre 2007, mediante pubblicazione nel Registro Oficial Nº 215. Precedentemente apparteneva al cantone di Ventanas.